# دانشگاه آلگوما
دانشگاه آلگوما یک دانشگاه دولتی است که پردیس اصلی آن در سو سنت‌ماری واقع شده است. این دانشگاه یک مؤسسه تحصیلی متمرکز و دانشجو محور است که در هنرهای آزاد، علوم، مدیریت تخصص دارد. آلگوما که در محل سابق مدرسه هندی Shingwauk واقع شده، مأموریت ویژه ای برای ارائه و پرورش یادگیری بین فرهنگی بین جمعیت بومی و سایر جوامع دارد. آلگوما همچنین رشته‌های از راه دور را در برامپتون و تیممینز ارائه می‌کند. آلگوما از زمان تأسیس در سال ۱۹۶۵ تا ۱۸ ژوئن ۲۰۰۸، کالج وابسته به دانشگاه لورنتین در سادبری بود و رسماً به عنوان کالج دانشگاه آلگوما شناخته می‌شد.